# Lichess
Lichess je svobodný a otevřený internetový šachový server provozován stejnojmennou neziskovou organizací. Na této platformě může hrát šachy kdokoliv bez jakékoliv registrace, ale registrace mj. umožňuje hrát hodnocené partie. Lichess neobsahuje žádné placené reklamy, všechny funkce jsou zdarma a financován je z dobrovolných darů jeho uživatelů.

## Historie

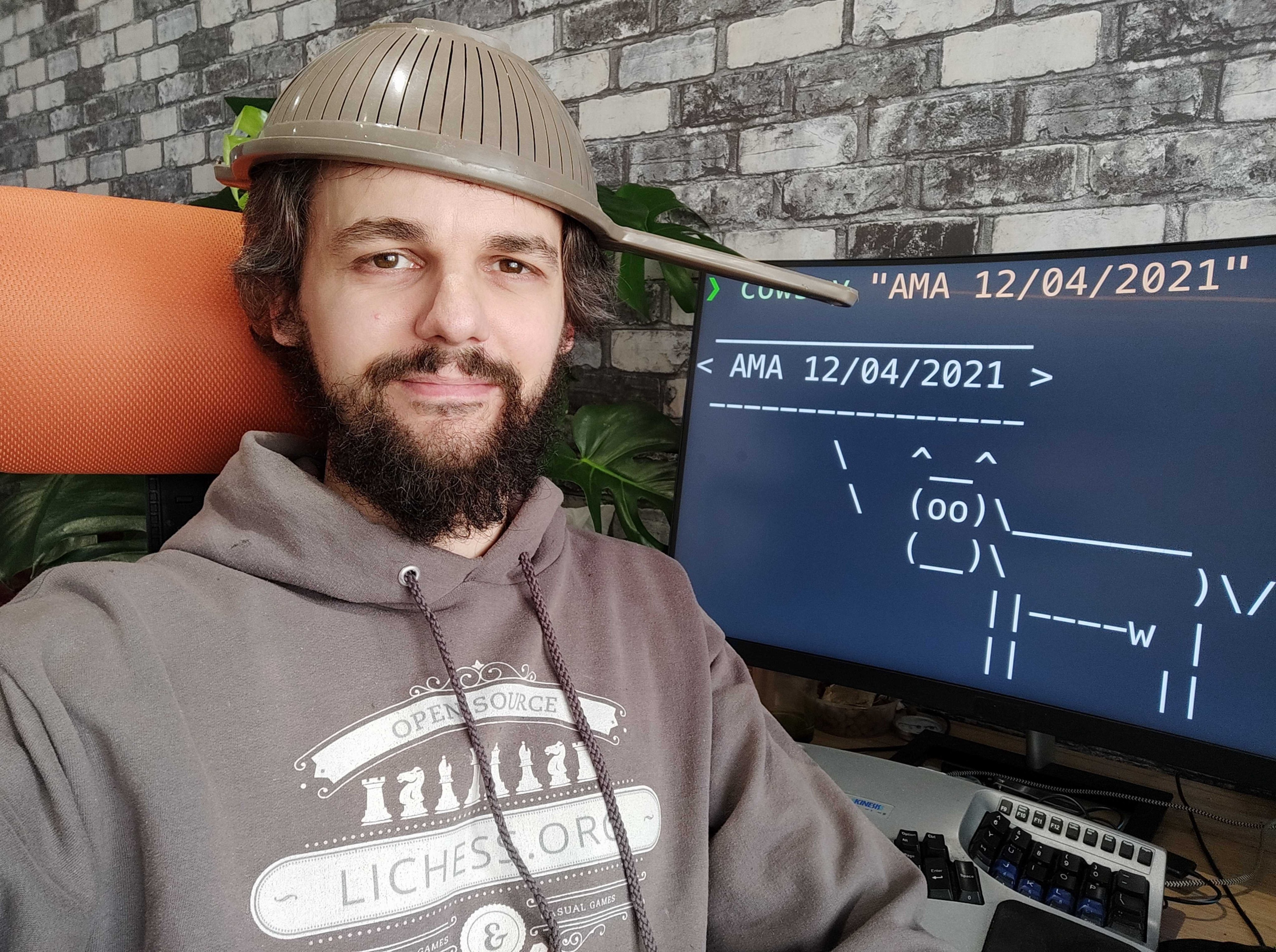
Zakladatel a hlavní programátor Lichess v roce 2021.

Lichess byl založen v roce 2010 francouzským programátorem Thibaultem Duplessisem. Software a design stránky jsou open source a pod licencí AGPL. Dne 11. února 2015 byla vydána oficiální mobilní aplikace Lichess pro zařízení Android, pro iOS 4. března téhož roku.
K 3. prosinci 2020 byl na žebříčku Alexa na 1780. místě a podle statistik většina návštěvníků pochází ze Spojených států, Spojeného království a Indie. Podle popularity šachových serverů je na druhém místě, a to za serverem Chess.com.
Lichess pravidelně pořádá turnaj pro titulované hráče s peněžními hodnotami a každé tři měsíce tzv. šachový maraton. Financování serverů a programátora je zajištěno dary uživatelů Lichess.

## Funkce
Lichess umožňuje hrát živé i korespondenční šachy proti jiným hráčům. Součástí je i sekce pro tréninik, kde jsou základy šachu, taktické úlohy, šachová videotéka, průzkumník zahájení, prostor pro vytváření šachových studií a analýza šachových pozic. Součástí je také sekce, v níž mohou šachoví trenéři nabízet své služby ostatním uživatelům.
Lichess má zabudované následující šachové varianty:
- Žravé šachy
- Atomové šachy
- Chess960
- Crazyhouse
- Horde
- Král do středu šachovnice
- Závod králů
- Třikrát šach

Lichess jako první nabízela pomoc pro zrakově postižené při hraní šachu na internetu. Lze také hrát proti šachovému motoru Stockfish či analyzovat pozice pomocí téhož motoru. Lichess také nabízí knihu zahájení s partiemi titulovaných hráčů FIDE. Pro registrované hráče používá Lichess systém hodnocení Glicko-2.